# Rīga dimd

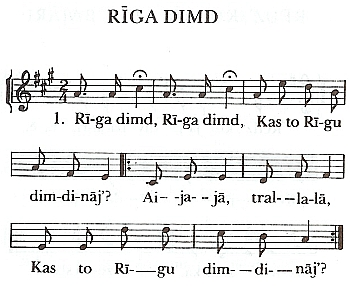
Начальные ноты песни «Rīga dimd».

«Rīga dimd» (с латыш. — «Рига гремит») — латышская народная песня, наиболее известная в обработке Яниса Цимзе. Была впервые опубликована во втором изданном Цимзе сборнике песен «Lauka puķes» (1872), а первое концертное исполнение мужским хором состоялось в 1873 году на I Вселатвийском празднике песни.

## История
Будучи руководителем Вольмарской учительской семинарии, Янис Цимзе уделял особое внимание развитию музыкальных способностей будущих педагогов, главным образом посредством хорового пения. Для этой цели он собирал и обрабатывал для 4-голосных мужских и смешанных хоров латышские народные песни (дайны). Начиная с 1872 года, эти обработки издавались им в сборниках под общим названием «Dziesmu rota» (последние выпуски вышли уже после смерти Цимзе). Песня «Rīga dimd» вошла во вторую тетрадь этой серии, названную «Lauka puķes» и выпущенную в том же 1872 году.
Многие латышские народные песни в обработке Цимзе вошли в постоянный репертуар Вселатвийского праздника песни, в их числе почётное место занимает и «Rīga dimd».
Словосочетание «Рига гремит» (в варианте «Rīga te dimd») использовано в тексте гимна Латвийской ССР.
С 1976 года запись колокольного звона на мотив народной песни «Rīga dimd» исполняется 5 раз в день на башне церкви Святого Петра. Запись этого колокольного звона использована в прологе к альбому группы Eolika «Сны Риги» (1980).
Песня часто исполняется на официальных торжественных мероприятиях, также её мотив использован в заставке к популярному латвийскому анимационному сериалу 1990-х годов «Avārijas brigāde» и его заключительных титрах.
В рамках празднования XXVI Праздника песни (2018) «Rīga dimd» исполнил первый в Латвии «хор роботов», который был создан участниками школы робототехники «ROBO HUB».

## Текст песни
| Rīga dimd, Rīga dimd! Kas to Rīgu dimdināj? Aijaijā trallallā, kas to Rīgu dimdināj? | Tai meitai pūru kala, kam trejādi bāleliņ', Aijaijā trallallā, kam trejādi bāleliņ'. | Tēva brālis pūru kala, mātes brālis atslēdziņ', Aijaijā trallallā, mātes brālis atslēdziņ'. | Viņas pašas īstais brālis, zelta vāku liedināj', Aijaijā trallallā, zelta vāku liedināj'. |